# Lapley
Lapley är en by i civil parish Lapley, Stretton and Wheaton Aston, i distriktet South Staffordshire, i grevskapet Staffordshire i England. Lapley var en civil parish fram till 1986 när blev den en del av Lapley and Stretton och Penkridge. Civil parish hade 840 invånare år 1961. Byn nämndes i Domedagsboken (Domesday Book) år 1086, och kallades då Lepelie.